# Langoliery
Langoliery (ang. Langoliers) — nowela grozy autorstwa Stephena Kinga opublikowane po raz pierwszy w 1990 roku w zbiorze Czwarta po północy (Four past Midnight).
W 1995 roku powstała filmowa ekranizacja noweli wyreżyserowana przez Toma Hollanda pod tytułem Langoliery (w Polsce znany też pod tytułem Pożeracze czasu).

## Treść
Grupa dziesięciu pasażerów transkontynentalnego lotu z Los Angeles do Bostonu zasypia i budzi się w samolocie. W czasie ich snu reszta pasażerów i załogi samolotu znika bez śladu. Dzięki jedynemu ocalałemu pilotowi samolot ląduje na najbliższym lotnisku, które okazuje się bezludne i sprawia wrażenie wymarłego. Jeden z pasażerów wysnuwa teorię, że dzięki dziurze czasowej znaleźli się w przeszłości. W otaczającym ich martwym świecie pojawia się odległy ale wciąż zbliżający się, dziwny, niepokojący dźwięk. Z opowieści z dzieciństwa Craig Toomey przypomina sobie nazwę langoliery.
Tytułowe monstra do końca nie są dokładnie opisane. Pojawiają się jako niekształtna grupa czegoś bardzo ciemnego, wchłaniająca wszystko na swojej drodze.
Brak dokładnej definicji stworów, ich roli i pochodzenia, w typowy dla S.Kinga sposób pozostawia pole dla wyobraźni czytelnika, zwiększając grozę sytuacji. Również wersja filmowa nie popełniła błędu dosłowności, stwarzając pełną niepokoju atmosferę.
W rzeczywistości ukazanej w opowiadaniu czas i przestrzeń nie biegną równolegle. Dany fragment przestrzeni istnieje, oczekuje na "zaludnienie" przez czas bieżący, a po jego upływie materia powoli traci swoje właściwości (np. znikają smak i zapach potraw, dźwięki nie mają echa, paliwo przestaje być palne) i w końcu zostaje wchłonięta przez langoliery.